# Dorothy Jeakins
Dorothy Jeakins (San Diego, 11 de janeiro de 1914 — Santa Bárbara, 21 de novembro de 1995) foi uma figurinista estadunidense. Venceu o Oscar de melhor figurino em três ocasiões: por Joan of Arc, Samson and Delilah e The Night of the Iguana.